# Heisingen
Heisingen – dzielnica miasta Essen zlokalizowana na południu. Położona jest na północ od rzeki Ruhry, nad Baldeneysee. Heisingen graniczy od wschodu z Überruhr i Byfang, od południa z Kupferdreh i Fischlaken, od zachodu z Bredeney, od północy z Rellinghausen i Stadtwaldem.
W latach 1949–1957 Stadtwald i Heisingen łączyła linia trolejbusowa. W Heisingen trolejbusy zawracały pętlą uliczną przez Bahnhofstraße, Lelei, Zölestinstraße i Hagmanngarten.

## Ludność
Według stanu z 31 grudnia 2023 r. Stadtwald miał 12 746 mieszkańców.
Struktura demograficzna Stadtwaldu:
- Udział mieszkańców poniżej 18. roku życia: 14,9% (średnia w mieście: 16,9%)
- Udział mieszkańców powyżej 65. roku życia: 30,9% (średnia w mieście: 21,6%)
- Udział obcokrajowców: 4,5% (średnia w mieście: 20,0%)

## Galeria

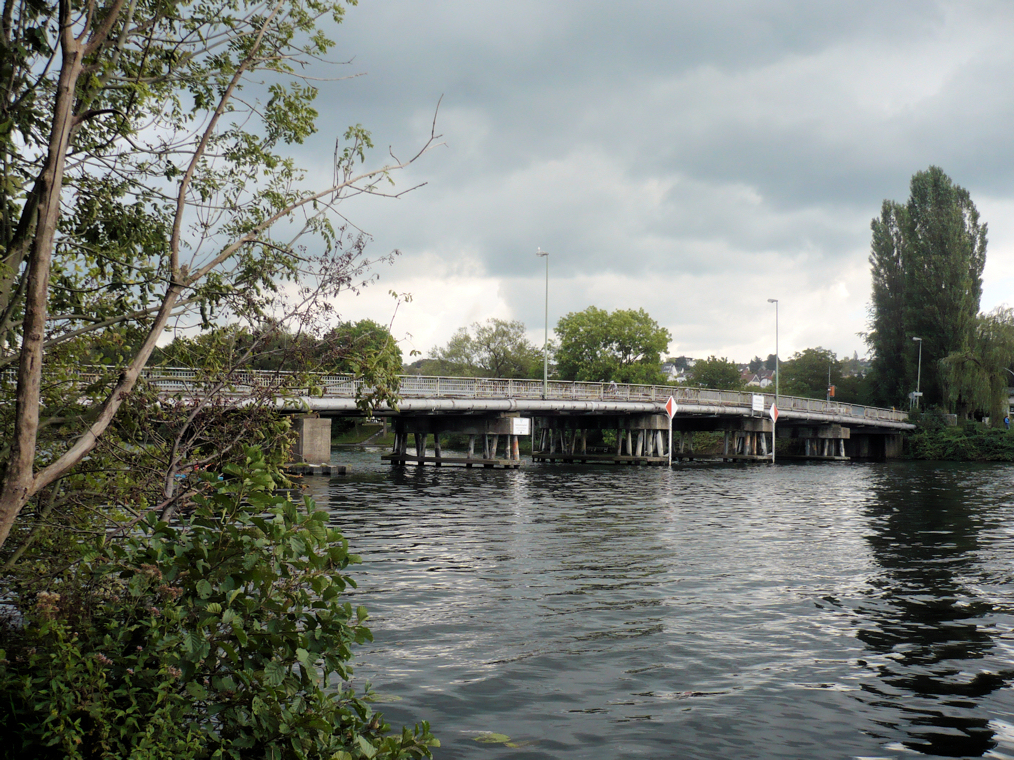
Kampmannbrücke
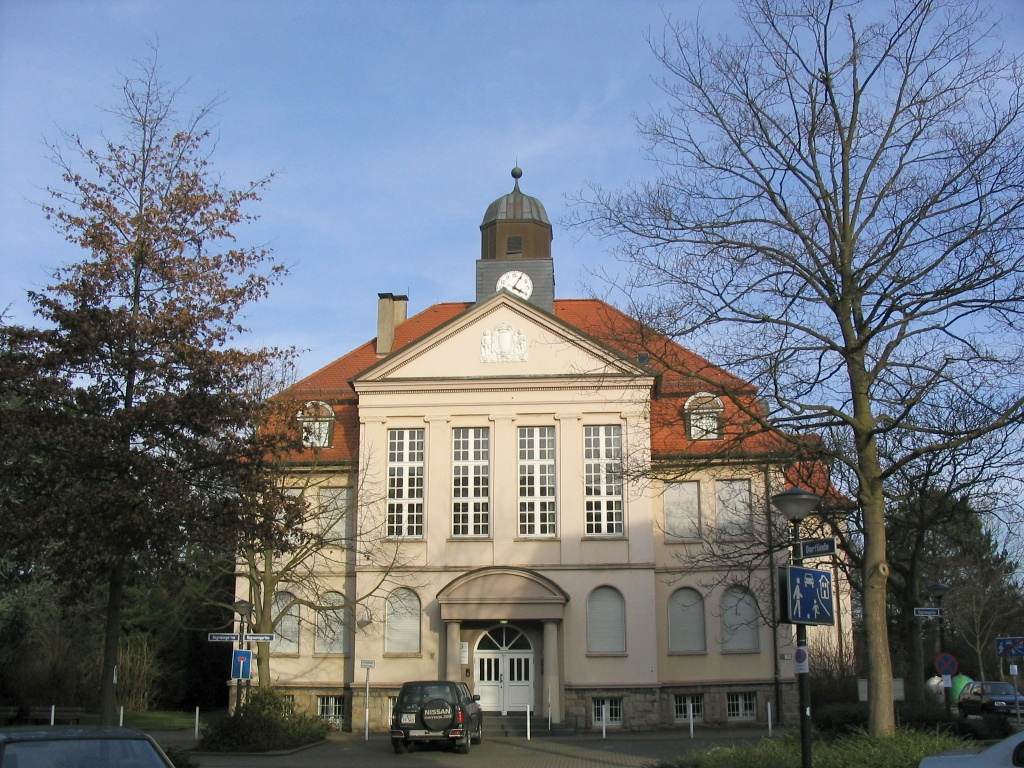
Stary Ratusz
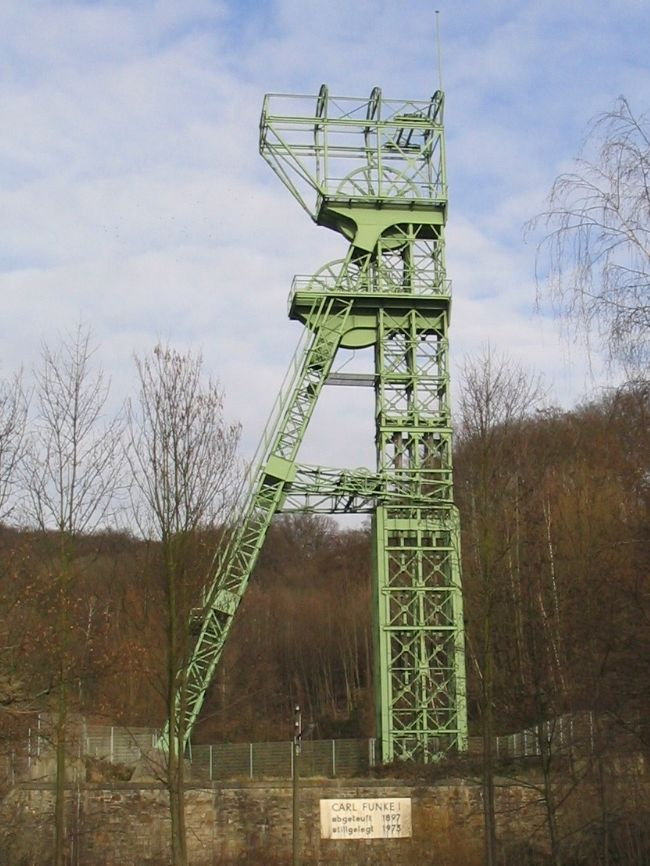
Zeche Carl Funke nad Ruhrą
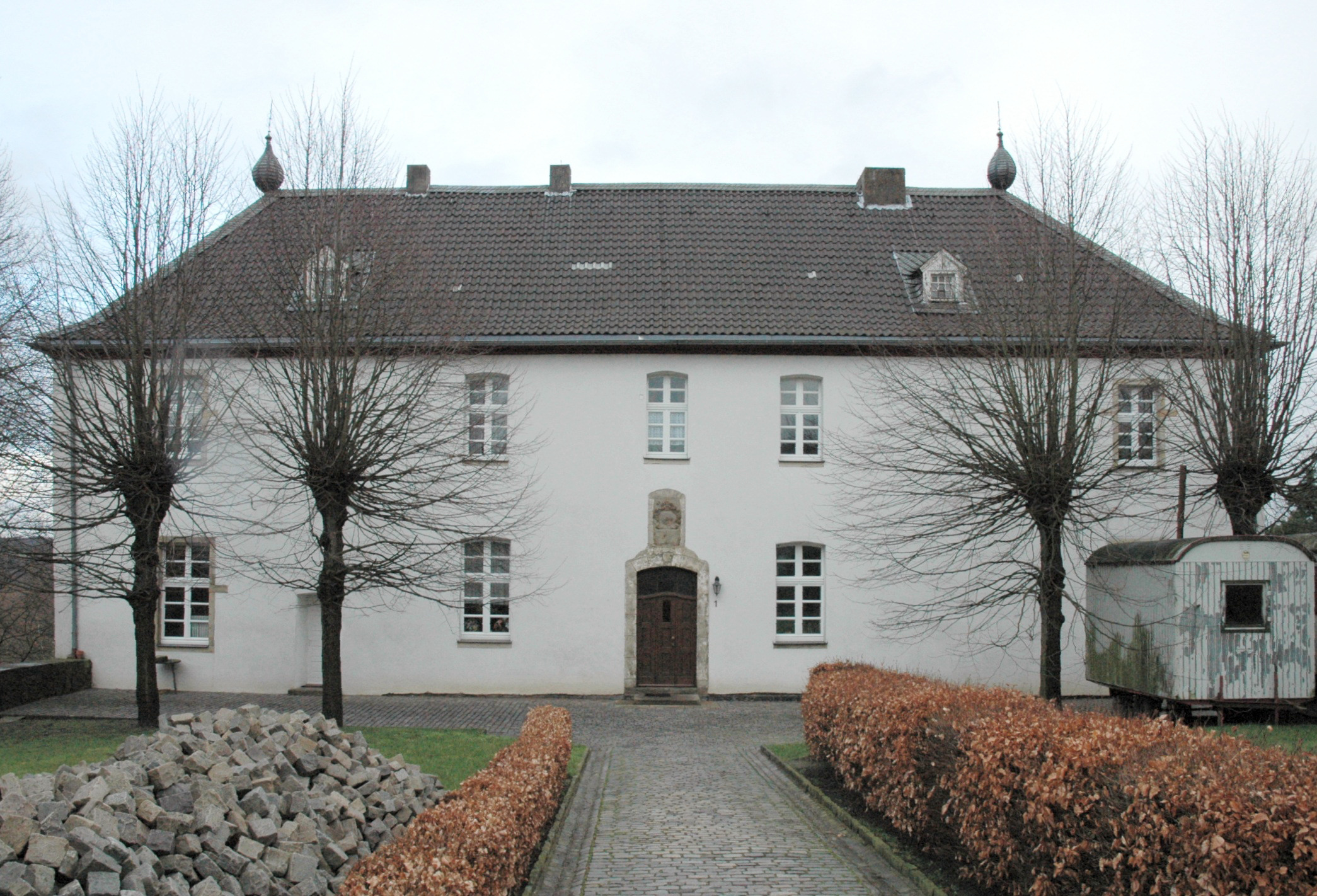
Haus Heisingen
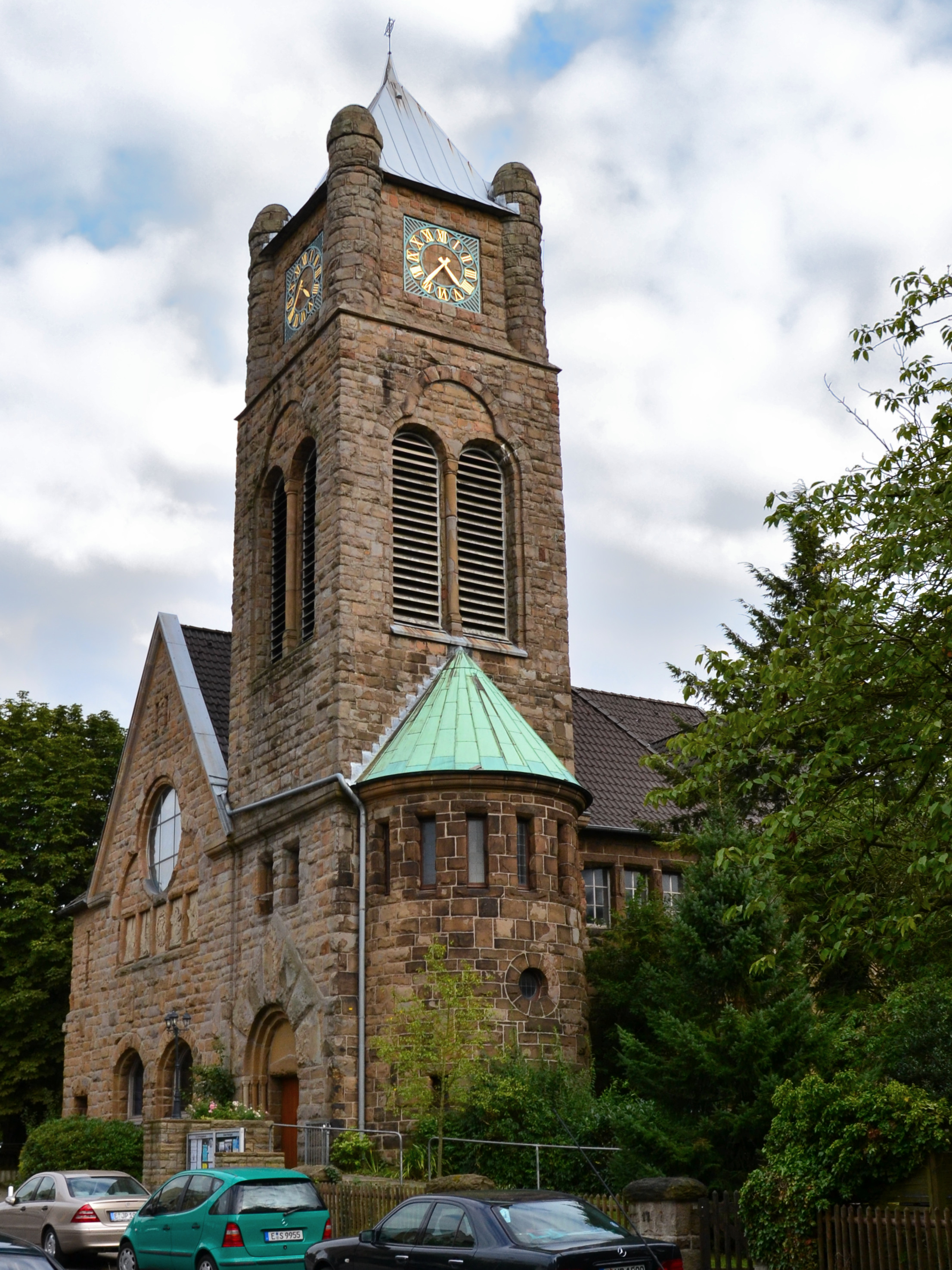
Kościół św. Pawła
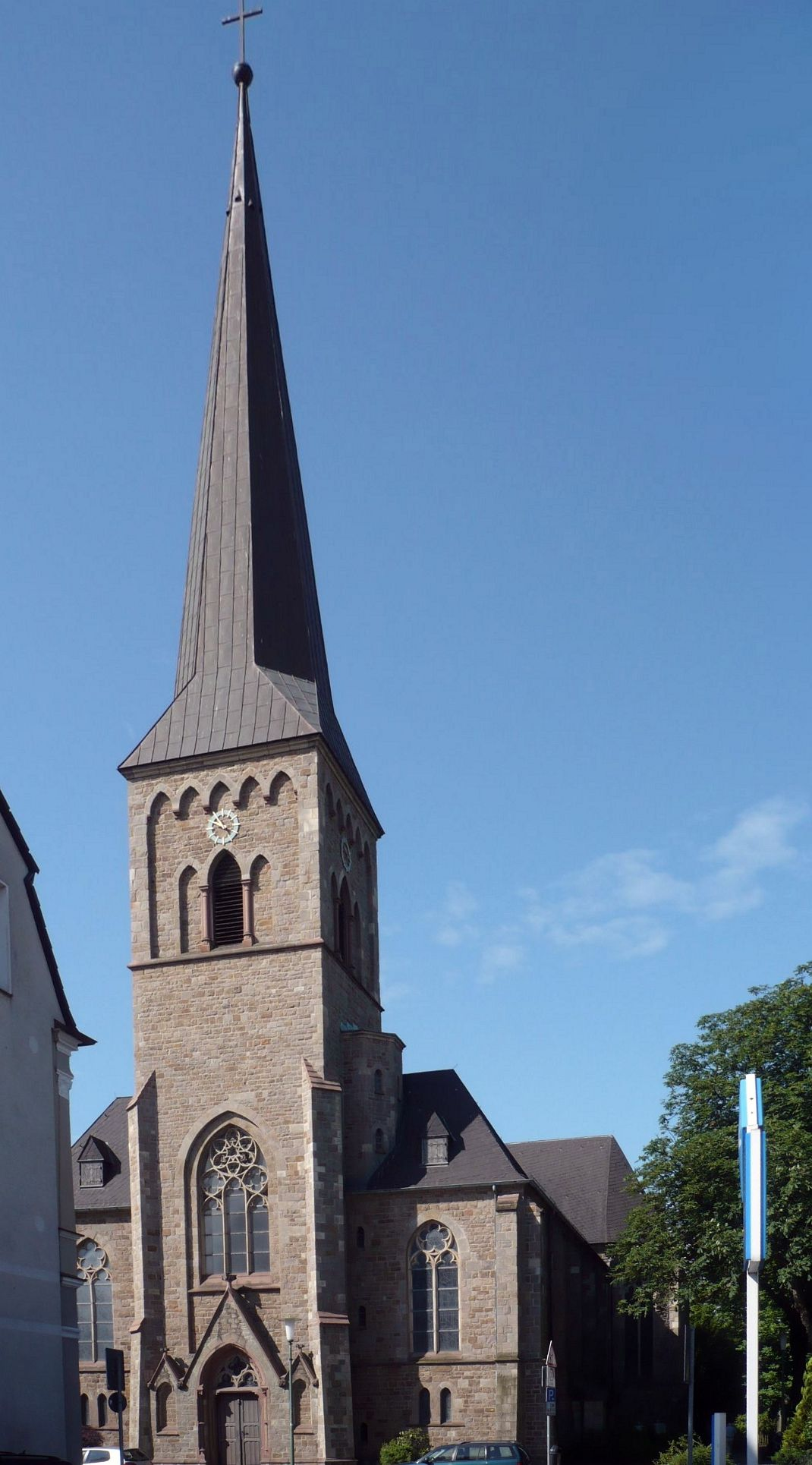
Kościół św. Grzegorza